# Passiflora trinervia
Passiflora trinervia je biljka iz porodice Passifloraceae.

## Sinonimi
- Tacsonia trinervia, Juss., Ann. Mus. Par. vi. 390. t. 58. 1805.